# Ревенко, Григорий Иванович
Григорий Иванович Ревенко (29 апреля 1936 года, село Студёная, Песчанский район, Винницкая область, Украинская ССР, СССР — 26 октября 2014 года, г. Киев, Украина) — советский партийный и государственный деятель.

## Биография

### Образование
Окончил Львовский ордена Ленина политехнический институт и Академию общественных наук при ЦК КПСС.

### Карьера
С 1958 года работал инженером Одесского завода холодильного машиностроения.
С 1961 года находился на комсомольской работе: первый секретарь райкома, секретарь, второй секретарь Одесского обкома комсомола. С 1968 года — секретарь ЦК ЛКСМУ.
С 1972 года — инспектор ЦК КПУ, секретарь, второй секретарь Киевского обкома КПУ.
В 1980—1984 годах — член Президиума Верховного Совета УССР, председатель Ревизионной комиссии КПУ.
В 1984 году — инспектор ЦК КПСС, заместитель заведующего отделом организационно-партийной работы ЦК КПСС.
В 1984—1988 годах — депутат Совета Союза Верховного Совета СССР XI созыва по округу № 472.
С 1985 года по 1990 год — первый секретарь Киевского обкома КПУ. В 1986—1990 годах — член ЦК КПСС. Член комиссии ЦК КПСС по вопросам международной политики. В 1989—1990 годах — кандидат в члены Политбюро ЦК КПУ.
26 марта 1989 года избран народным депутатом СССР от Белоцерковского избирательного округа № 470 (за него проголосовало — 183072 избирателя, против — 55366) Выборы были безальтернативные. Являлся членом Верховного Совета СССР.
С 23 марта 1990 года по 21 сентября 1991 года — член Президентского совета СССР.
В 1991 году — советник Президента СССР.
С 22 августа 1991 года по 2 января 1992 года — руководитель аппарата Президента СССР.
С 1992 года — вице-президент Международного фонда социально-политических исследований (Горбачёв-Фонд), работал в исполкоме Социал-демократической партии России под председательством М. С. Горбачёва. После роспуска партии, на пенсии вернулся на Украину.
Умер 26 октября 2014 года, похоронен в смт. Козин, Обуховского р-на

## Награды
- Орден Ленина
- Орден Октябрьской Революции
- Орден Трудового Красного Знамени
- Два ордена «Знак Почёта»